# مولي سكوت كاتو
سارة مارغريت «مولي» سكوت كاتو (بالإنجليزية: Molly Scott Cato)‏ (ولدت 21 مايو 1963)، سياسية بريطانية تابعة لحزب الخضر وأكاديمية، وناشطة بيئية ومجتمعية، وخبيرة اقتصادية. عملت عضوًا في البرلمان الأوروبي عن جنوب غرب إنجلترا من 2014 إلى 2020. عملت بروفيسورة للاستراتيجيات والاستدامة في جامعة روهامبتون منذ عام 2012 وحتى انتخابها عضوًا في البرلمان الأوروبي. تُعد سكوت كاتو المتحدث الرسمي في الشؤون المالية لحزب الخضر والاتحاد الأوروبي، وهي معروفة بعملها في مجال الدراسات التعاونية. وقد نشرت في الاقتصاد الأخضر والسياسة الإقليمية ومناهضة الرأسمالية، وساهمت في العمل على مخاطر الطاقة النووية، التي تعارض استخدامها بشدة.

## حياتها المبكرة وتعليمها
ولدت مولي سكوت كاتو في 21 مايو 1963، وتلقت تعليمها في مدرسة باث الثانوية للبنات، قبل دراسة الفلسفة والسياسة والاقتصاد في أكسفورد. وحصلت عام 2001 بعد عملها في مجال النشر، على درجة الدكتوراه في الفلسفة من جامعة ويلز، آبريستويث (الآن جامعة آبريستويث) وكانت أطروحتها عن سياسة العمالة في وديان جنوب ويلز، وشمل البحث في تعاون عمال تاور كوليري. يستند كتابها «الهوة ورقاص الساعة» إلى هذا البحث، وهي حاصلة على درجة الماجستير في أساليب البحث الاجتماعي المتقدمة من الجامعة المفتوحة.

## مسيرتها الأكاديمية
بعد العمل في مطبعة جامعة أكسفورد من 1987 إلى 1998، عملت سكوت كاتو في جامعة آبريستويث عام 2000، ثم من 2001 حتى 2012، محاضرة أولى وقارئة في الاقتصاد الأخضر بجامعة كارديف متروبوليتان (المعروفة تلك الفترة باسم جامعة معهد ويلز، كارديف، أو معهد جامعة ويلز للاختصار). عُينت في عام 2007 مديرة لمعهد كارديف للدراسات التعاونية. أصبحت في عام 2012 بروفيسورة للاستراتيجيات والاستدامة في جامعة روهامبتون.
يغطي عمل سكوت كاتو الأكاديمي ثلاثة مجالات رئيسية: أولاً الاقتصاد الأخضر، أي الاقتصاد الذي يعترف بحدود الكواكب ويحقق العدالة الاجتماعية؛ ثانيًا، اقتصاديات التعاونيات والمؤسسات الاجتماعية، وأخيرًا التحليل النقدي للنظام النقدي الحالي، والبدائل التي قد تحل محله.

## المنشورات
نشرت العديد من المنشورات على نطاق واسع حول الاقتصاد الأخضر، والإقليمية ومناهضة الرأسمالية. كتبت كتاب سبعة أساطير حول العمل في عام 1996، وحدثته في عام 2002 تحت عنوان العمل يجعلك حرًا وأكاذيب الأخرى عن العمل. شاركت في تحرير الاقتصاد الأخضر: ما وراء العرض والطلب لتلبية احتياجات الناس في عام 1999 مع ميريام كينيت. كان تقريرها، الذي شارك في تأليفه كريستوفر بوسبي وريتشارد براهال، يتكلم حول هيكل لجان المشورة الحكومية العلمية المتخصصة، لا أعرف الكثير عن العلوم، على ما يبدو قد «أثرت على هيكل اللجنة الحكومية الجديدة التي تدرس آثار الإشعاع منخفض المستوى».
نشرت في عام 2009 كتاب «الاقتصاد الأخضر: مقدمة في النظرية والسياسة والممارسة»، وناقشت فيه كيف يجب أن يندمج المجتمع في النظام البيئي، وأن الأسواق والاقتصادات هي بنى اجتماعية يجب أن تستجيب للأولويات الاجتماعية والبيئية. ويتضمن الكتاب أمثلة على السياسات الخضراء الفعالة التي تُنفذ بالفعل في جميع التشريعات العالمية للسياسة المتعلقة بقضايا مثل تغير المناخ والتوطين ودخل المواطنين وحجم الاقتصاد والضرائب البيئية والتجارة. قالت في مراجعتها لكتاب داني دورلينج في مجلة الجغرافيا الاقتصادية بأنه «كتاب مهم كتبته النسخة البالغة من الأشخاص الذين يغزون المطارات حاليًا، ويقومون يقيدون أنفسهم بشاحنات الفحم في طريقهم إلى محطات الطاقة ومعسكرات البيئة السكانية».
يصف كتابها الصادر عام 2011 «البيئة والاقتصاد» الاستجابات الأكاديمية الرئيسية للحاجة إلى حل الخلاف بين الاقتصاد والبيئة: اقتصاد بيئي واقتصاد البيئة والاقتصاد الأخضر والاقتصاديات المناهضة للرأسمالية. ويغطي موضوعات تشمل مقدمة للأدوات الاقتصادية مثل الضرائب والتنظيم والتلوث واستنزاف الموارد والنمو والعولمة مقابل التوطين وتغير المناخ.

## وصلات خارجية
- الموقع الرسمي
- Profile at the European Parliament site